# Rui Jordão
Rui Manuel Trindade Jordão (Benguela, África Ocidental Portuguesa, 9 de Agosto de 1952 — Cascais, União das Freguesias de Cascais e Estoril, Cascais, 18 de Outubro de 2019) foi um antigo futebolista português, de origem angolana.

## Carreira
Jordão começou por destacar-se no Sporting Clube de Benguela já como avançado e despertou a cobiça dos rivais lisboetas pela sua contratação apesar de ter sofrido uma lesão com alguma gravidade numa prova de atletismo quando não tinha ainda idade sénior (também aí se destacava, tendo sido vice-campeão dos 80 metros). Ficou conhecido como a Gazela de Benguela.
Em 1970, estreou-se nos Juniores do Benfica, um ano depois saltou para o plantel principal e justificou em pleno a aposta num período áureo pelos encarnados onde ganhou quatro Campeonatos e uma Taça em cinco temporadas até 1976.
Em 1976, depois de uma época com Mário Wilson no comando em que as águias se sagraram campeãs nacionais e foram aos quartos da Taça dos Clubes Campeões Europeus, Jordão sagrou-se o melhor marcador nacional com 30 golos em 28 jogos no Campeonato Português de Futebol (mais um do que Nené, com quem formou uma dupla temível).
Os espanhóis do Saragoça investiram 9.000 contos na sua contratação em 1976/77 onde marcou 14 golos em 33 jogos.
Jogou no Sporting Clube de Portugal, de 1977/78 a 1986/87, e no Vitória de Setúbal, de 1987/88 a 1988/89.
Apesar das lesões graves que sofreu, em especial duas onde teve fratura de tíbia e perónio, Jordão marcou um total de 184 golos em 262 jogos, tendo conquistado dois Campeonatos (o primeiro em 1980, onde foi de novo o melhor marcador da prova com 31 golos), duas Taças de Portugal e uma Supertaça de Portugal. Entre alguns dos jogos mais marcantes estiveram um dérbi com o Benfica onde apontou um hat-trick ou os cinco golos na receção ao Rio Ave na festa do título, ambos no decorrer da Temporada de 1981/82. Deixou Alvalade em 1986, já com 34 anos, para terminar a carreira, algo que sofreu uma reviravolta depois do pedido do amigo Manuel Fernandes.
Terminou a carreira em Setúbal, em 1989.
Depois de se aposentar, Rui Jordão se afastou do mundo do futebol e se tornou pintor e escultor. Rui Jordão morreu em 18 de outubro de 2019 aos 67 anos de idade, depois de ser hospitalizado por problemas cardíacos resultantes duma doença cardíaca rara mais frequente em pessoas de ascendência Africana e que deixa o coração encortiçado, em Cascais. Antes de morrer, despediu-se do antigo colega José Eduardo . Fernando Gomes, Presidente da Federação Portuguesa de Futebol, disse em comunicado que estava "inigualável". Deixa quatro filhos Paulo Jordão e Marlene Jordão filhos do seu primeiro casamento, e Jordana e Diogo Jordão filhos do segundo casamento.

## Seleção
Foi internacional por 43 vezes, marcando 15 golos, de 1972 a 1989. Jogou na Taça Independência do Brasil, em 1972, e na fase final do Campeonato da Europa de 1984. Marcou os dois golos na meia-final com a França em que Portugal perdeu, após prolongamento, por 3-2.

## Fora dos relvados
Após a carreira como futebolista, Jordão tornou-se pintor.
Em 2001, concluiu Pintura e Desenho, Introdução à Historia da Arte, Historia da Arte do século XX, Temas de Estética e Teorias da Arte Contemporânea, na Sociedade Nacional de Belas Artes em Lisboa.